# FNハースタル
FNハースタル（FNエルスタル、フランス語: FN Herstal）は、ベルギーの銃器メーカー。現在、国営ハースタルグループの子会社。旧正式社名はファブリーク・ナシオナール・ダルム・ドゥ・ゲール (Fabrique Nationale d'Armes de Guerre)。略称はFN、FNH。

## 概要

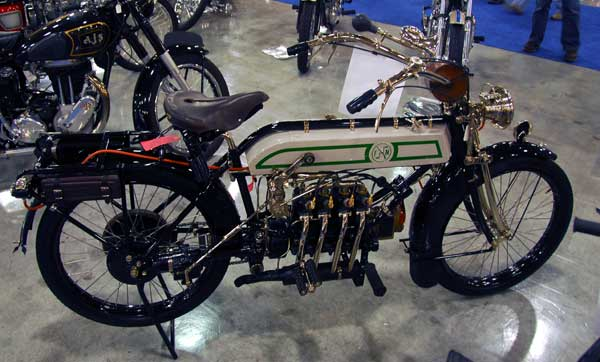
FN-1913。2007年のオークションに出品されたもの

1889年に設立されたベルギーの銃器メーカーである。かつては国営だったが、経営悪化に伴い1991年からはフランスの防衛グループ企業GIAT（現 ネクスター）傘下、1997年でコルト社の買収を回避するため、ベルギーワロン地域資金からなるハースタルグループの完全子会社になった。
FN FALをはじめとする信頼性の高い銃器を製作することで有名であり、数多くの輸出を行っている。また銃弾の開発も行っており、5.56mm NATO弾 (SS109) や5.7x28mm弾 (SS190) などが実用化されている。かつては二輪車等の生産も行っていた。

## 歴史
以下、特に断りが無ければ、『世界の銃 パーフェクトバイブル3 メカニズム&射撃編』（学習研究社、ISBN 4-05-604428-7）を参考とする。

ファブリックナショナル社（以後はFN社）は、1889年、ベルギー陸軍が制式採用したドイツのマウザー社のライフルを量産するために、武器製造業者が資本と人材などを出し合い、リエージュ近郊の町、ハースタル（エルスタル）に設立した。創業当時はハースタル（エルスタル）国営兵器製造所 (Fabrique Nationale d′Armes de Guerre de Herstal) という社名だった。この社名の国営製造所の二単語（Fabrique及びNationale）が後の社名に由来する。
FNハースタル社は、創業以来、ベルギー東部のリエージュ近郊のハースタルの町に存在している。リエージュ一帯は、何世紀も前から欧州の火器製造の中心地のひとつであり、当時は火器職人の工房がいくつも集まっていた。ハースタルにはFN社の他にも各種鉄鋼関連の企業が所在している。
ベルギーの職人技とドイツの大量生産技術が合わさったFN社だが、そこに1人のアメリカ人銃器設計者の設計が加わる。そのアメリカ人こそ、銃火器の歴史に残る銃器設計者「ジョン・モーゼス・ブローニング」（※発音はブラウニングの方が近い）である。ブローニングは、企業家としてではなく、設計者として生きる事を決意し、フリーの銃器設計者として自分の設計した銃を銃器メーカーに販売し、生計を立てていた。1897年に、FN社は彼の設計したFN ブローニングM1900拳銃の製造ライセンスを獲得。それを境に、ブローニングと親密な関係を結ぶことになる。しかし1926年、FN社工場の61回目の訪問の際に、心臓発作で急死する。
その後、ブローニングが設計した拳銃を、彼の1番弟子であるデュードンヌ・J・セヴ（1888年-1970年）らがブローニング・ハイパワーとして完成させた。
1939年-1945年の第二次世界大戦で、ベルギーはドイツに占領されてしまった。そのため、ドイツ軍で使用されている兵器の生産に駆り出されることになる。実際に、ブローニング・ハイパワーはドイツ軍にも使用されている。この大戦でFN社は大打撃を受けたものの、それでも終戦後は欧州駐留米軍の小火器に整備、修理などを請け負い、生きながらえることができた。ブローニング・ハイパワーの発注も続けて生産数を150万挺を超えた。
FN社は、戦後すぐに西欧諸国軍備再建に向けた軍用銃開発に取り掛かっていた。戦後最初にFN社が開発、1947年に完成したFN-49 (SAFN-49) である。この銃は、先述のデュードンヌ・J・セヴが1936年に特許を取っていたガス圧作動の落とし込み閉鎖方式（ティルング・ブリーチブロック）の半自動小銃である。ベルギー陸軍および、ブラジル、ベネズエラ等に輸出され、まずまずの成功を収めている。しかし、当時は大戦末期にドイツの開発したStG44のような、アサルトライフルの有効性が考えられていた。そのため、D・J・セヴ等のFN社開発陣は、FN-49の後にフルオートとセミオートの切り替えが可能なカービン銃「FN CAMP」を試作した。このCAMPは改良が加えられ、後に、傑作アサルトライフルの「FAL（軽オートマチック・ライフル）」となる。当時はNATO（北大西洋条約機構）諸国との、装備の共通化が諮られており、NATOで最大の発言力を持つアメリカの意向は無視することができなかったため、NATOは7.62mm×51弾をNATO弾と制定し、FALも7.62mm×51弾が標準の口径とされた。その後、このFALは世界90カ国以上で採用され、FN社は大きく発展した。
FALはFN社を軍用ライフルメーカーとしての確たる地位を築いたが、機関銃分野においても、トップメーカーに伸し上がることになる。それを可能としたのは、D・J・セヴの助手であったエルンスト・ヴェルヴィエが設計した7.62mm口径の「MAG-58」である。MAGの設計はブローニングBARを踏襲した機構を持つため、全体的に古く、耐久性は十分だが軽量性は之しかった。だが、銃身交換のしやすさなどの利点も多く、M60機関銃の銃身交換のしにくさに悩んでいた米陸軍は、MAGにM240という制式名を与えて採用した。この他にも、世界80カ国近くで採用された。
イギリスなどから反対されていたにもかかわらず、7.62mm口径をNATO弾に制定したアメリカは、1960年代半ばに5.56mm口径を、大胆にもNATO弾へと制定した。そのため、1977年-1979年にかけ、NATO諸国は5.56mm弾の比較テストを行い、その結果、FN社の開発したSS109弾をNATO弾に制定することとした。これに合わせ、FN社は5.56mm口径のアサルトライフル、「CAL（軽オートマチック・カービン）」を開発した。しかし、アメリカ製M16ライフルへの対抗意識で、ヴェルヴィエら開発陣営はCALの開発を早めたため、設計を十分に練る事が出来なかった。そのことがCALの信頼性不足や短命さにつながってしまい、CALはFALの様な成功をおさめる事は出来なかった。CALの失敗が明らかとなった1970年代半ばに、CALを簡略化した「FN FNC」の開発を開始。1979年に生産に入るが、その頃にはどの国もアメリカのM16シリーズを採用、もしくは自国で5.56mm口径ライフルを開発していた他、当時の流行に反した堅実すぎる仕様等が原因でFNCは自国とスウェーデン軍、インドネシア軍の3カ国でしか採用されなかった。FNCはCAL同様FALの様な成功をおさめることが出来ず、FN社は5.56mm口径軍用銃開発の波に乗り損ねてしまった。しかし、5.56mm口径の「ミニミ軽機関銃」を開発し、アメリカ、日本など10カ国で以上で採用され、5.56mm銃身が真っ赤になるほど撃っても問題なく撃てる傑作LMGだった。 1980年代にFN社自身で新たな波を作ろうとした。それは、新弾薬を使用する「FN P90 PDW」と「BRG-15重機関銃」である。BRG-15はブローニングM2重機関銃の後任を狙った重機関銃で、口径は15mm（後の改良で15.5mmとなる）である。しかし、既にM2重機関銃を運用している国からすれば、保有している兵器と弾薬を破棄しなくてはならず、しかもM2はまだ現役で運用する事が可能な程の性能を有しているため、BRG-15に転換する必然性は薄かった。結局、BRG-15計画は1990年代初めに中止された。P90は新たに5.7mm口径を採用したもので、FN社はP90と同一の弾薬を使用する自動拳銃「Five-seveN」を1990年代初めに開発しており、ライフル弾と拳銃弾の中間に位置する新規格の開拓を狙ったものだった。しかしBRG-15と同じく新弾薬を採用していることや、有効射程、命中性などの観点での問題、そもそも冷戦が終結しPDW計画が中止された事もあって、各国が採用を躊躇い、肝心のPDWとして採用されることはなかった。ただしP90は1997年の在ペルー日本大使公邸占拠事件がきっかけとなり、一部の特殊部隊に特殊作戦向けのサブマシンガンとして採用された。
1970年代はヒット銃器メーカーの一員であったFN社は、1980年代に入ってからの相次ぐ企画倒れに低迷を続け、それに止めを刺すように冷戦終結の近づきによる軍需低迷も加わり、FN社の業績は大きく低下した。1986年、FN社はブローニング・アームズ社を傘下に収める。そのブローニング社は、1989年にU.S.リピーティング・アームズ社（商標:ウィンチェスター）を買収した。これらアメリカを代表する銃器メーカーを買収したFN社は、同業社の買収のほかにもスポーツ用品市場にも進出し多角化を図るも、それが裏目にでる結果となり、負債を増加させ、さらなる経営圧迫を招いてしまう。1991年、ついにFN社はフランスの防衛グループ企業GIAT（現 ネクスター）傘下に入り、FNハースタル (FN Herstal) と社名を変更、GIAT社はFN社とその傘下企業をハースタル・グループへと再編した。1997年でハースタル・グループはベルギーワロン地域資金によってGIATから独立した。
現在、ハースタル・グループの中核企業であるFN社は、軍・警察用の小火器や関連製品の開発、販売を中心として活動している。

## 地域拠点
- FNハースタル (FN Herstal S.A.) -  ベルギー エルスタル
- FN USA Law Enforcement & Commercial Operations -  アメリカ合衆国 ヴァージニア州マクレーン
- FN Herstal Dubai -  アラブ首長国連邦 ドバイ
- FN Herstal Far East & Australia -  シンガポール

## 製品一覧

### リボルバー
- バラクーダ（英語版）

### オートマチックピストル
- M1900
- M1903
- M1906
- M1910
- ベイビー
- M1922
- ハイパワー
- BDM … 開発はブローニング・アームズ
- ベルグマン・ベアード M1910
- 150マッチ

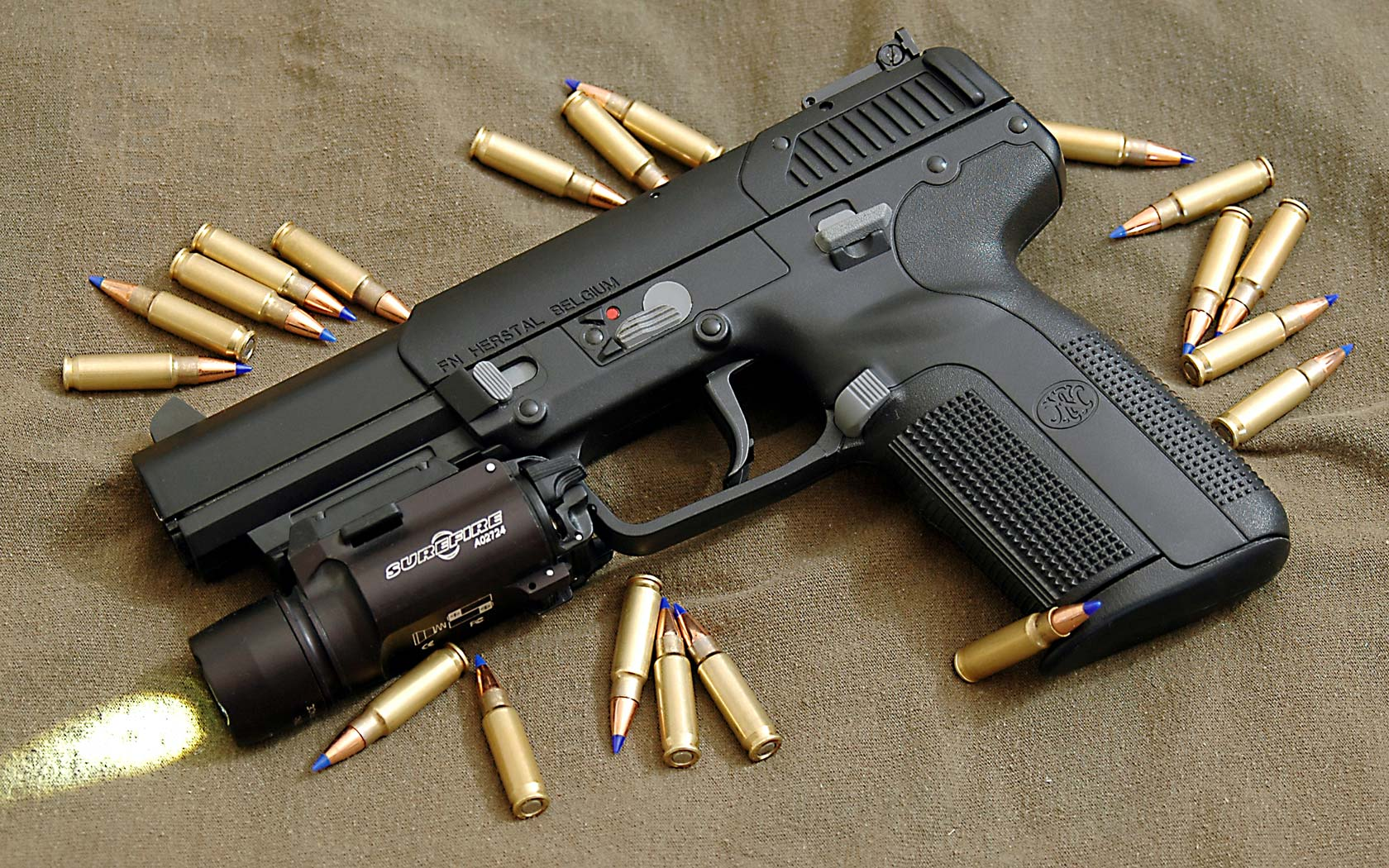
Five-seveN

- M140DA … ベレッタM84の北米での民間販売
- Five-seveN
- Forty-Nine
  - FNS
- FNP
  - FNX

### サブマシンガン・個人防衛兵器 (PDW)
- MIモデル53
- FN9mmSMG
- ビニュロンM2
- UZI … ライセンス生産
- P90
- PS90 … P90の民間向けモデル　セミオートのみ

### ショットガン
- オート5
- スーパーポーズド
- M100
- TPS
- SLP

### ボルトアクション式ライフル
- SPR
- PGM ウルティマ・ラシオ … ライセンス生産
- PSR
- FN バリスタ
- FN モーゼルmle1889

### 自動小銃
- FN49
- CAMP
- ブローニング・オート22
- FNAR
- FS2000 … F2000の民間向けモデル　セミオートのみ
- SCAR 16S … SCAR-Lの民間向けモデル　セミオートのみ

### 突撃銃
- FAL
- CAL
- FNC
- F2000

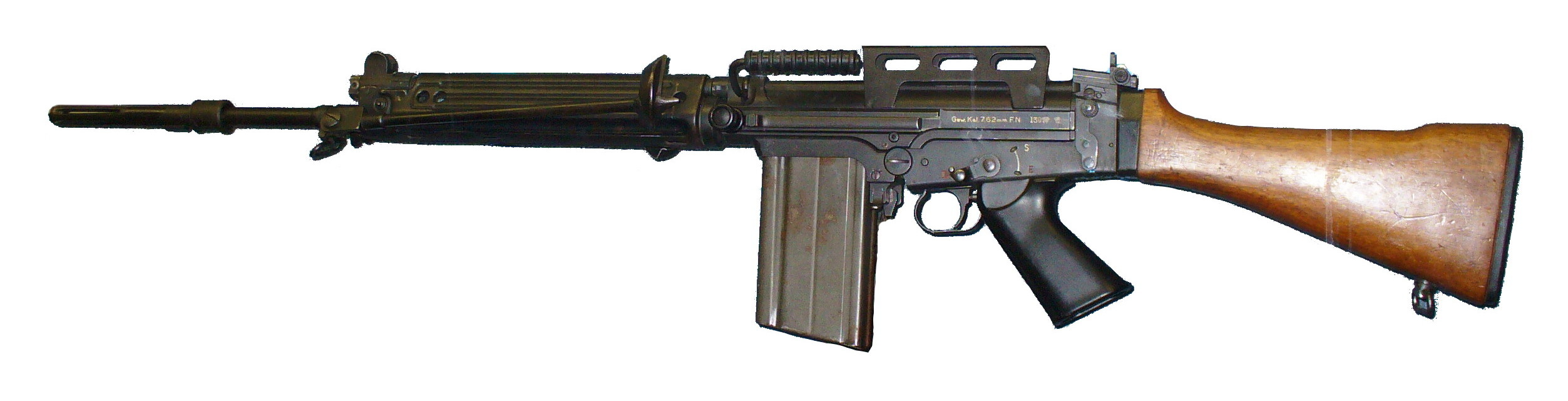
FAL

- M16A4 … FNH USA社でライセンス生産
- SCAR
- FNAC

### 分隊支援火器 (SAW)・汎用機関銃 (GPMG)
- Mle 1930 … ライセンス生産
- ミニミ軽機関銃

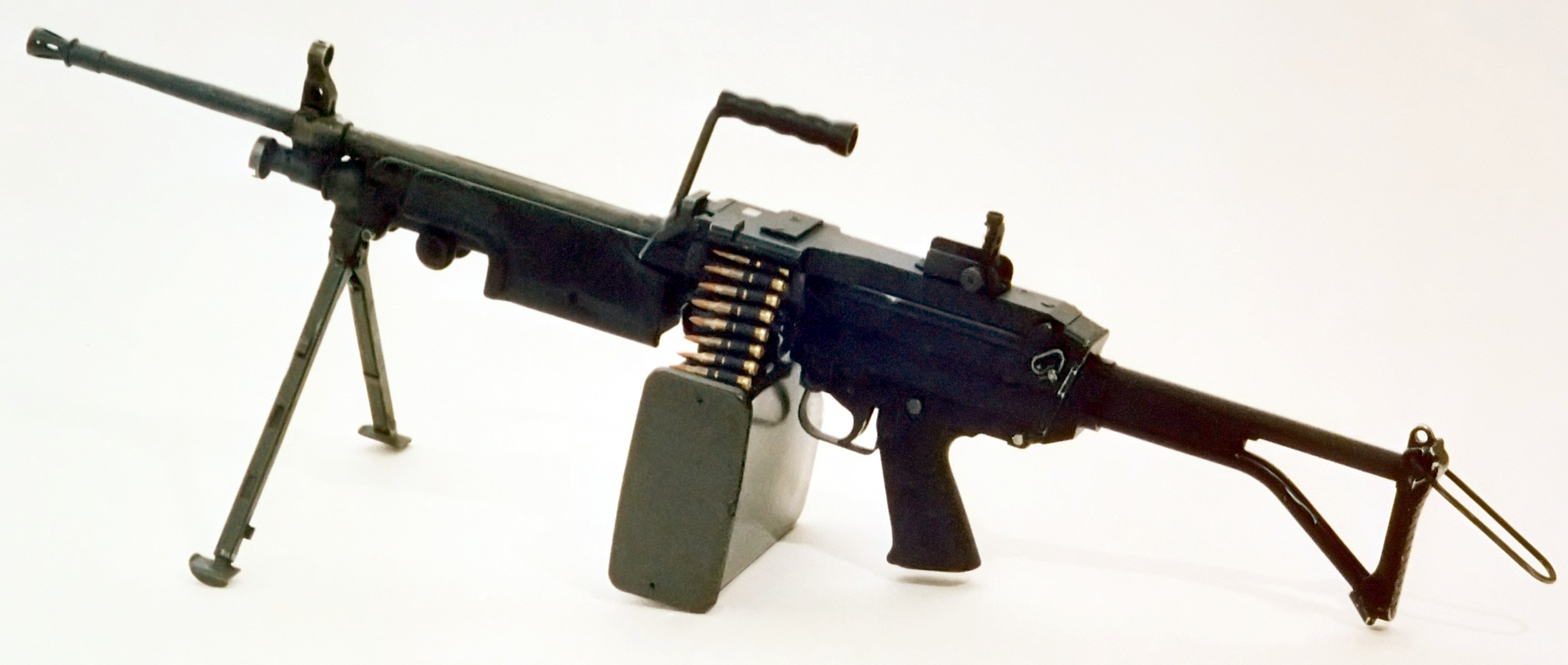
ミニミ機関銃

- エヴォリス - 2021年5月に発表されたベルト給弾式軽機関銃[3]。
- MAG汎用機関銃

### 重機関銃 (HMG)
- ブローニングM2重機関銃
- BRG-15

### グレネードランチャー
- シングル・ショット・グレネードランチャー
- MK13(FN40GL) … SCAR用
- GL1 … F2000用

### 低致死性兵器
- FN 303（英語版）

### 火器管制装置
- FCU

## 参考・脚注
1. ↑  “Le groupe Herstal dispose d'un trésor de guerre de plus de 410 millions” (フランス語). L'Echo. (2017年6月23日) 2018年8月29日閲覧。
2. ↑  第2次大戦で連合国、枢軸国双方で使用された唯一の銃である。
3. ↑  Thomas Ford (2021年5月10日). “FN Herstal launches Evolys: an innovative new LMG”. janes.com. 2025年5月1日閲覧。